# Wet van Baumol

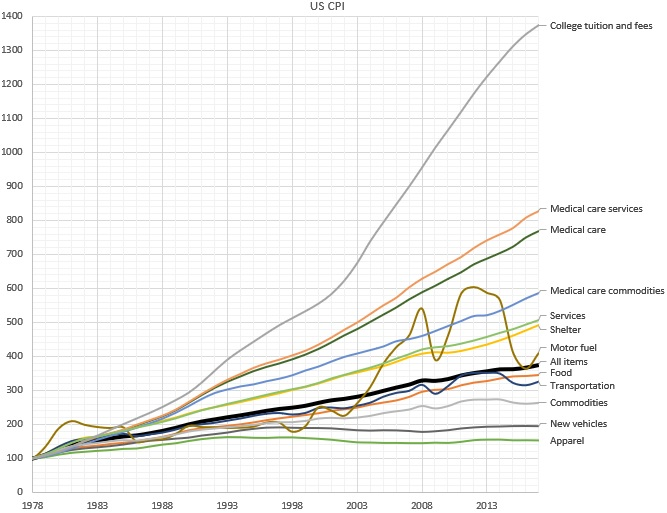
De wet van Baumol stelt dat diensten relatief duurder worden dan goederen. Onderling zijn er bij diensten echter grote verschillen te zien, zoals hier bij verschillende consumentenprijsindices van het US Bureau of Labor Statistics. Andere zaken spelen daarbij dan ook een rol

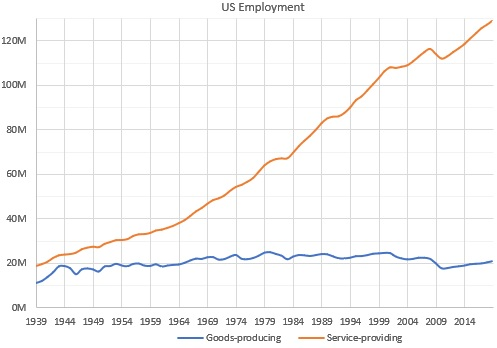
De werkgelegenheid in de Verenigde Staten is vooral toegenomen in de dienstensector

De wet van Baumol stelt dat de dienstensector en niet-commerciële sector relatief duurder worden bij een stijging van de arbeidsproductiviteit in de agrarische sector en de industriële sector. Omdat veel overheidsdiensten relatief arbeidsintensief zijn, groeit de productiviteit voor de quartaire sector minder snel dan in de primaire en secundaire sector. Een gevolg is dat het aandeel van de overheidsbestedingen in een land een steeds groter deel gaat uitmaken van het bruto nationaal product en dat de economische groei af zal vlakken. De wet werd opgesteld door de Amerikaanse econoom William Baumol.
Arbeidsdeling en -verdeling, specialisatie, innovatie, mechanisering en automatisering maken dat in de laatste twee sectoren de productiviteit relatief eenvoudig verhoogd kan worden, iets wat in de eerste twee sectoren moeilijker of niet mogelijk is. De sectoren waarin dit wel mogelijk is, worden minder afhankelijk van arbeid en daarmee kapitaalintensiever. De daarmee gepaard gaande economische groei kan zich uiten in loonstijgingen. Deze beperken zich niet tot de laatste twee sectoren, maar zijn door marktwerking uiteindelijk merkbaar in de gehele arbeidsmarkt. De arbeidsintensievere sectoren worden daarmee relatief duur.
Beroepen die zich slecht lenen voor een hogere efficiëntie zijn onder meer leerkrachten, verplegend en verzorgend personeel, uitvoerende kunstenaars, kappers en schoenmakers. Zo heeft een orkest nu net zoveel musici nodig als honderd jaar geleden om een compositie uit te voeren en duurt een uitvoering nog net zo lang. Als de loonontwikkeling in deze sector achterblijft, dan zal het op den duur moeilijk worden om bekwaam personeel te werven en vast te houden.
Dit zou het einde van een dergelijke sector kunnen betekenen, maar de toegenomen welvaart maakt dat de vraag naar deze diensten toe kan nemen waarmee de loonstijgingen betaald kunnen worden. Als deze toegenomen welvaart gepaard gaat met een hogere vraag naar kwaliteit dan kan de dienst relatief nog duurder worden, zoals bij kleinere schoolklassen en betere zorg.